# 波别金卡
波别金卡（羅馬化：Pobedinka）是俄罗斯梁赞州斯科平区两座市级镇之一（另外一座为帕韦列茨），按人口排列则是该区第二大市级镇。地处梁赞州西南部，位于区行政中心斯科平南、州府梁赞南偏西方。伏尔加河流域一小河佩尔卡河（Перка）从该镇东南约1公里处流过。
该地2022年人口有1,335人；2010年人口1,456人；1959年人口有4,305人。